# ゲズィーラ島

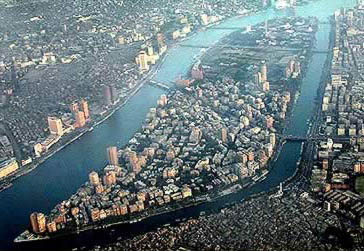
ナイル川に囲まれ、ザマーレク地区のあるゲズィーラ島の、北からの空撮

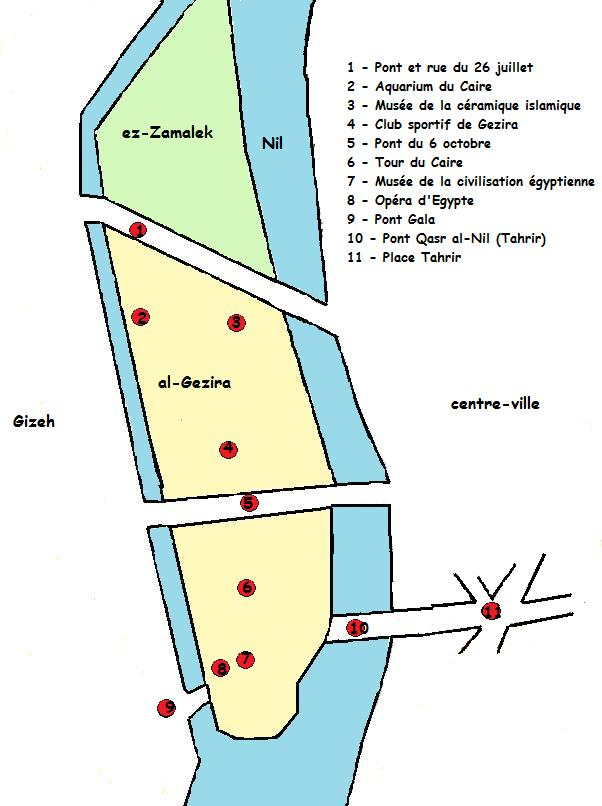
ゲズィーラ島の地図

ゲズィーラ島またはゲジーラ島（アラビア語: الجزيرة、Gezira Island）は、エジプト、カイロ中心部の、ナイル川に位置する。島の南部にはゲズィーラ地区を、北部の3分の1ほどにはザマーレク地区地区を含んでいる。
ゲズィーラ島は、ダウンタウン・カイロとタハリール広場の西にあり、島の東側と西側では、カスル・アン＝ニール橋や10月6日橋を含む3つの各橋によってナイル川を横断して接続されている。19世紀のイスマーイール・パシャの支配下では、島に世界中から送られた外来植物が収集されており、最初に「Jardin des Plantes（植物園）」と呼ばれていた。
中国やドイツなど多くの国の大使館が置かれている。

## 島内の名所
- カイロ・タワー (1960) - エジプトで最も高いコンクリート建築物であり、ゲズィーラ・スポーティング・クラブ付近に建設された[3]。
- エジプト・オペラ・ハウス（英語版） (1988) (アラビア語: دار الأوبرا المصرية; Dār el-Opera el-Masreyya; trans. "Egyptian Opera House") - 中東のパフォーマンス芸術の劇場の1つとして、カイロ・タワーの近くに建てられた[4]。
- エル＝サーウィ文化会館（英語版） (2003), (アラビア語: ساقية الصاوى) (翻字: Sakkiat Al-Sawy) - エジプトで最も重要な文化施設の1つで、ザマーレクの5月15日橋の下に位置している[5]。
- ゲズィーラ・スポーティング・クラブ（英語版） (1882) - エジプト最古のクラブ[6]。競馬場がある。

## ギャラリー

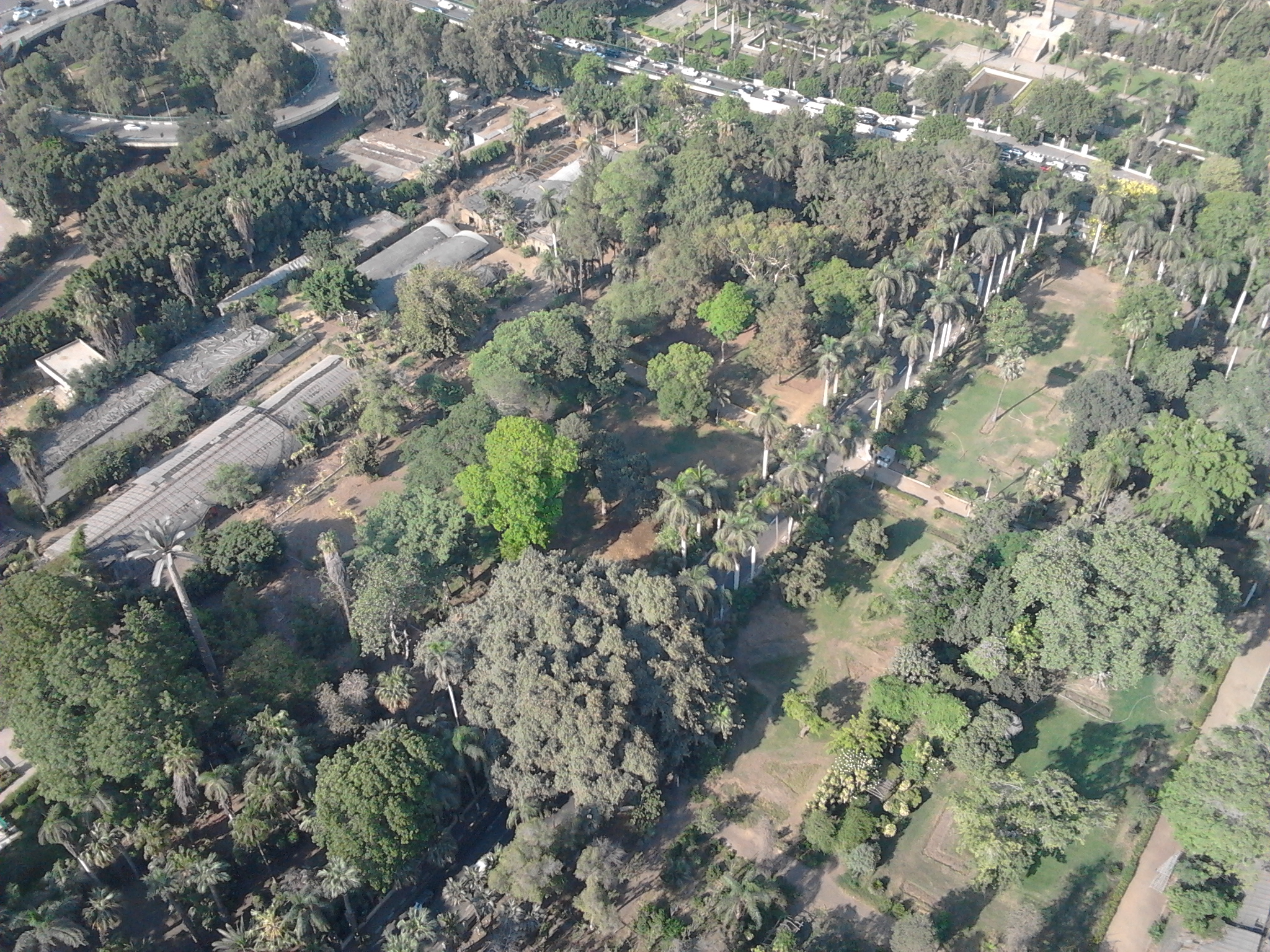
エル＝ゲズィーラの庭園
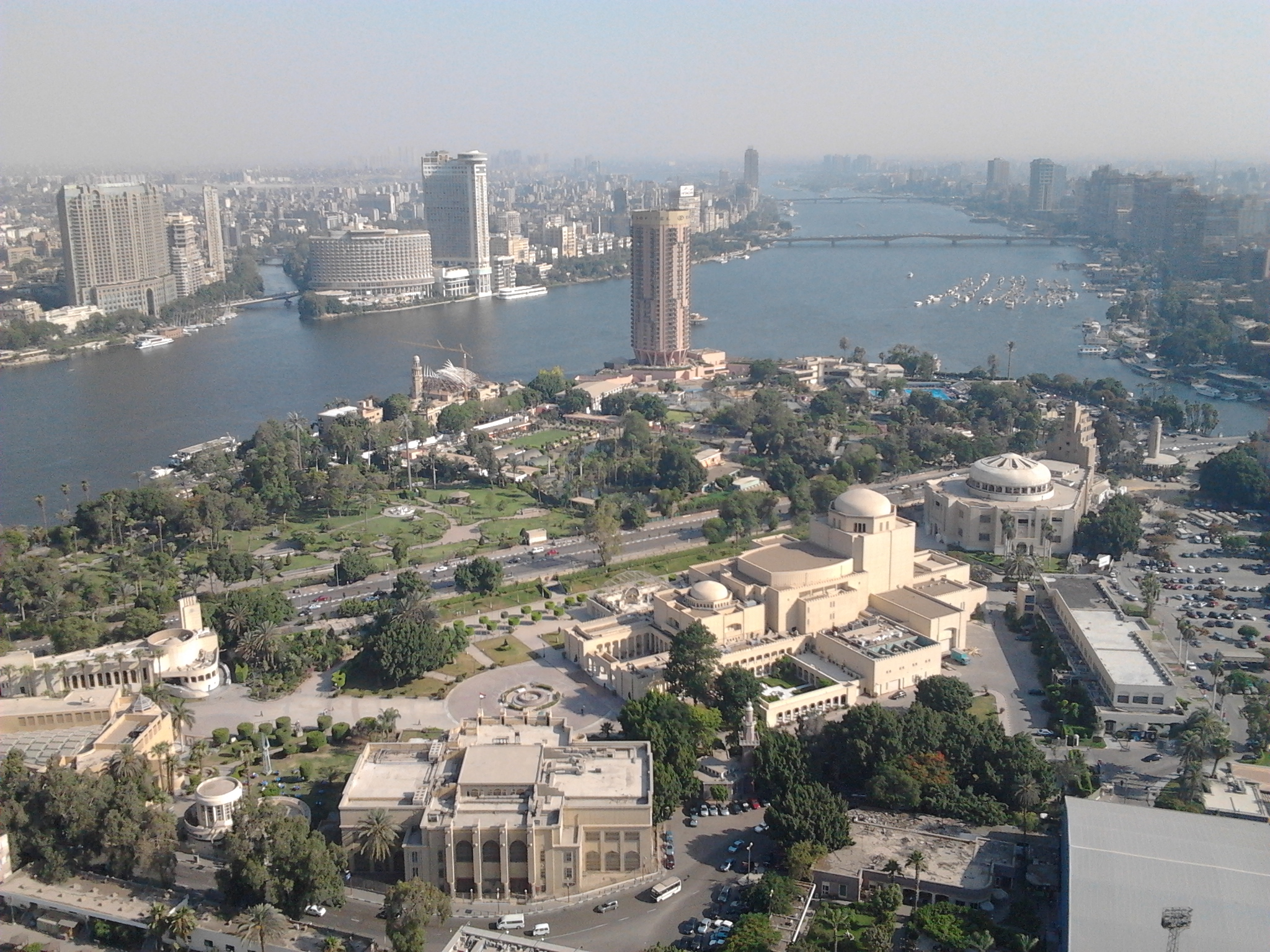
ゲズィーラ島の南端
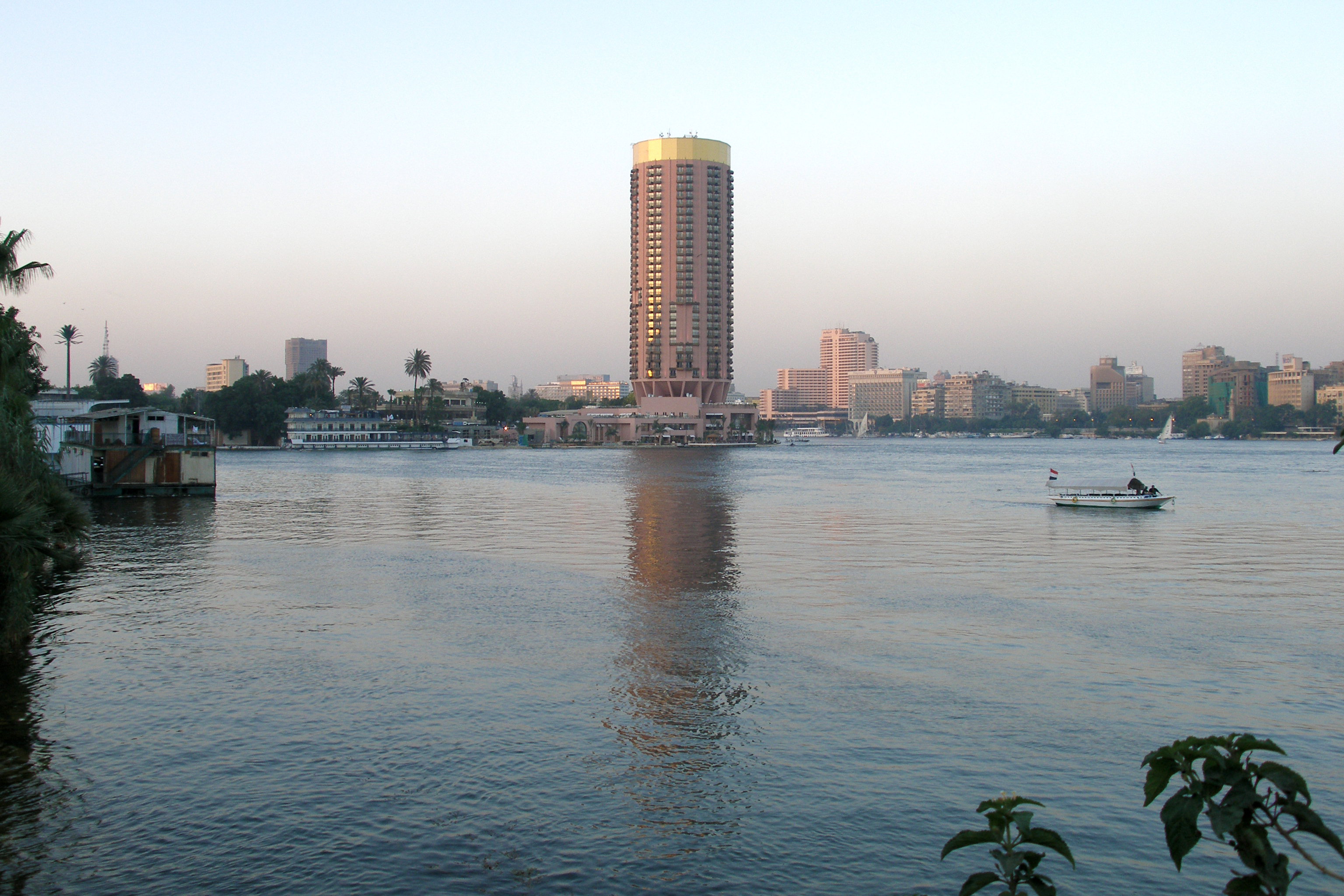